# 因邦古縣
6°15′S 143°59′E / 6.250°S 143.983°E
因邦古縣（英語：Imbonggu District），是巴布亞新畿內亞南高地省的縣份之一，位於新畿內亞島東部，首府設於因邦古，面積1,032平方公里，2011年人口80,994，人口密度每平方公里78人。